# 익산 왕궁리 오층석탑 사리장엄구
익산 왕궁리 오층석탑 사리장엄구(益山 王宮里 五層石塔 舍利莊嚴具)는 마한의 왕궁이 있던 자리로 알려진 터에 있는 익산 왕궁리 오층석탑을 보수하기 위해, 1965년 해체하면서 탑을 받치고 있던 기단부와 1층 지붕돌 윗면에서 발견된 유물들이다. 
1966년 7월 26일 대한민국의 국보 제123호로 지정되었다.

## 사리장엄구
마한의 왕궁이 있던 자리로 알려진 터에 있는 익산 왕궁리 오층석탑(국보 제289호)을 보수하기 위해, 1965년 해체하면서 탑을 받치고 있던 기단부와 1층 지붕돌 윗면에서 발견된 유물들이다. 발견된 유물들은 백제에서 고려에 이르는 여러시기의 것이다.
기단부 윗면에 品자형으로 뚫린 3개의 구멍 중 동쪽에서는 광배와 대좌를 갖추고 있는 청동여래입상 1구와 불교 의식 때 흔들어 소리를 내던 청동요령 1개가 나왔고, 북쪽구멍에서는 향류(香類)가, 또 다른 구멍은 이미 도굴된 상태였다. 1층 지붕돌 윗면 중앙에 뚫려있는 2개의 구멍에서는 각각 연꽃 봉오리모양의 마개가 덮혀있는 녹색의 유리사리병과 금강경의 내용을 19장의 금판에 새긴 다음 접어서 2개의 금줄로 묶은 순금금강경판이 있었다.
이 유물들은 모두 2중으로 된 상자(합)안에 안전하게 들어 있었다. 바깥쪽의 외합은 단순히 내합과 유물들을 보호하기 위한 기능으로 장식도 없고 칠도 벗겨져 있었다. 녹색의 사리병이 들어 있었던 내합은 뚜껑 윗면에 반쯤 핀 연꽃 봉오리와 주변에는 구슬무늬를 새겨 넣었고, 금강경판이 들어있던 내합은 뚜껑 윗면에 손잡이로 금고리를 달고 국화 문양을 새긴 것으로 모두 도금 상태가 완전하였다.

## 사진

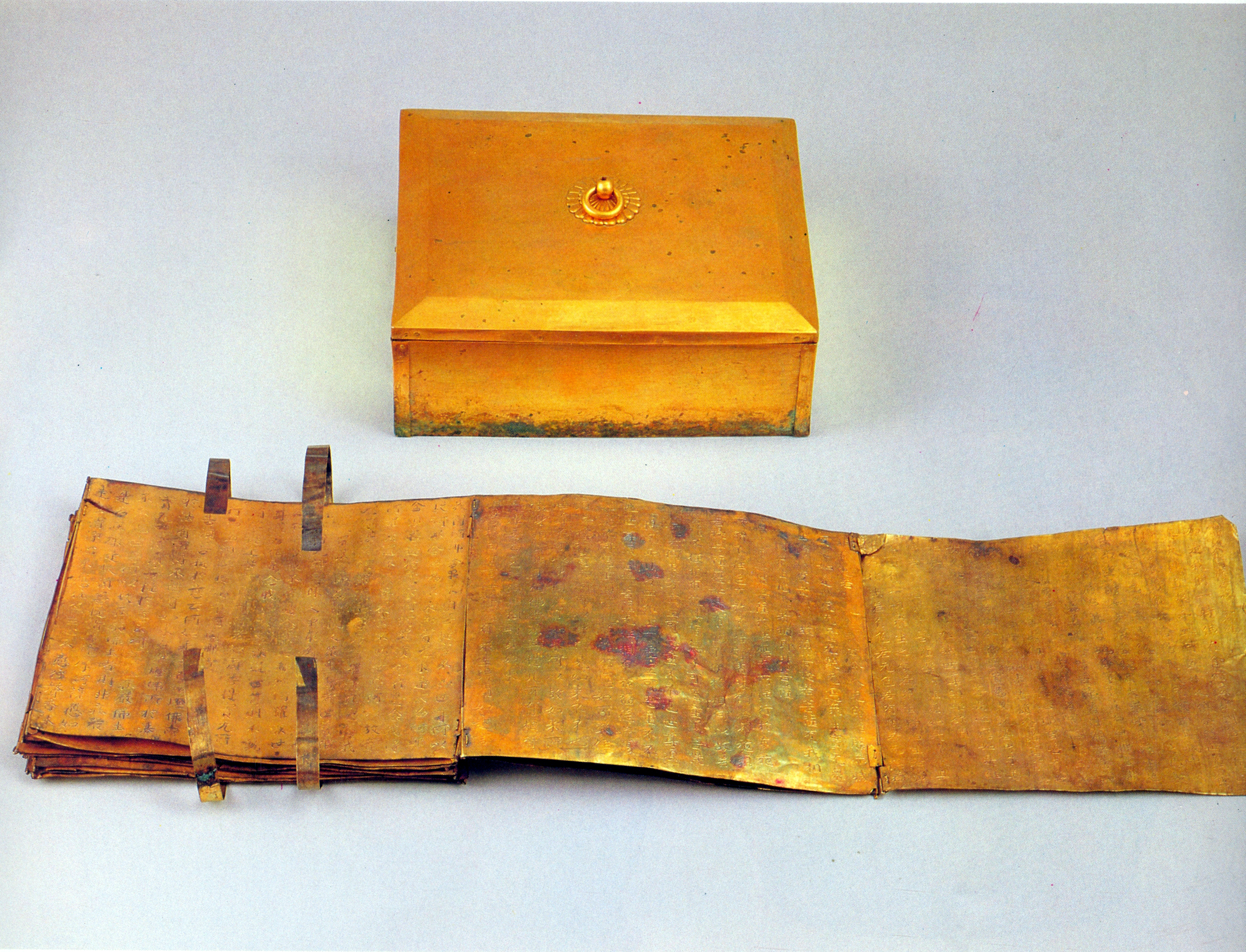
은제 도금 《금강경》
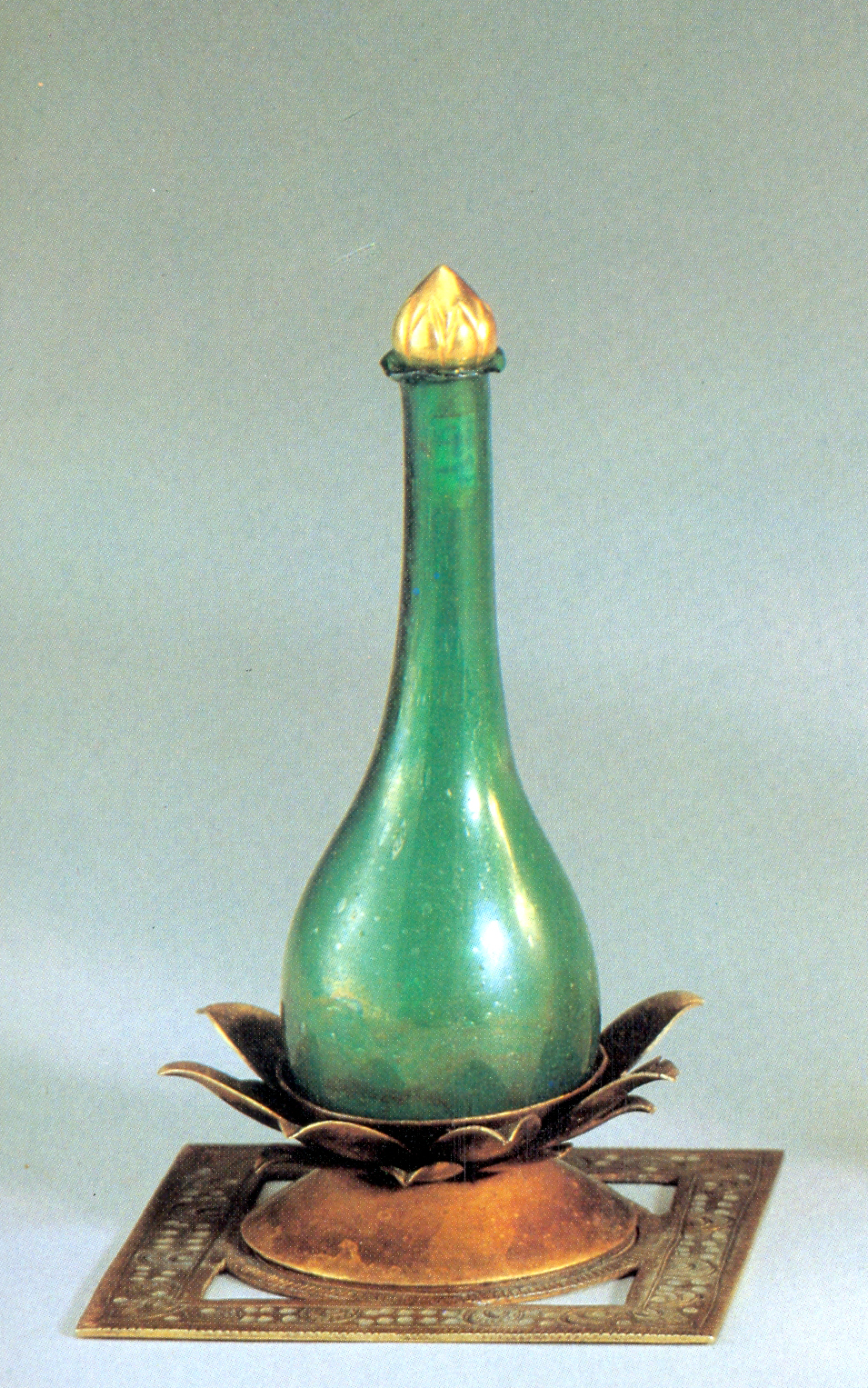
유리 사리병
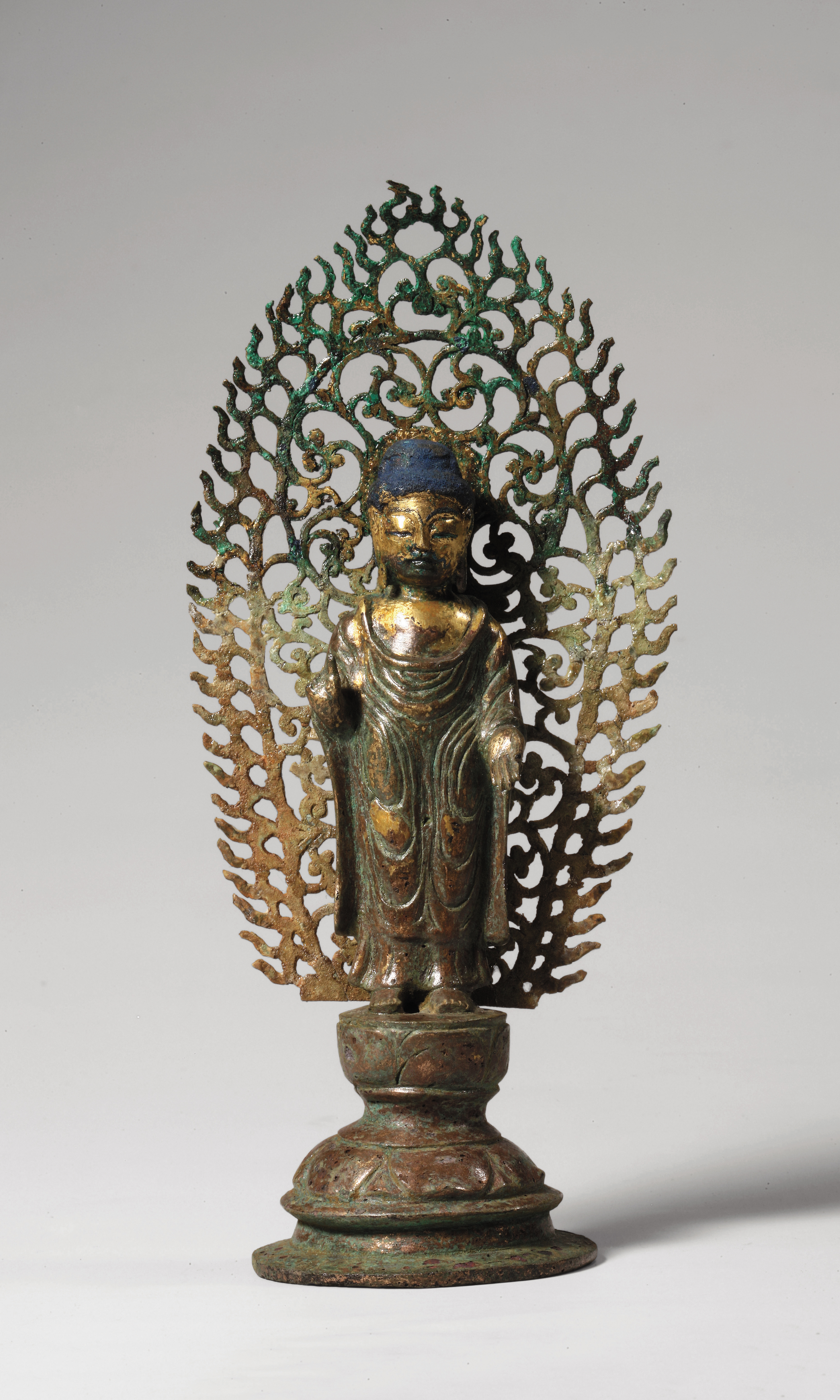
금동여래입상

## 같이 보기
- 익산 왕궁리 오층석탑

## 참고 자료
- 익산 왕궁리 오층석탑 사리장엄구 - 국가유산청 국가유산포털